# Michelle Bachelet
Verónica Michelle Bachelet Jeria (IPA: [beˈɾonika miˈtʃɛl batʃˈlet ˈxeɾja]), född 29 september 1951 i Santiago, är en chilensk socialdemokratisk politiker (för Socialistiska partiet). Som landets första kvinna var hon Chiles president i två omgångar, 2006–2010 och 2014–2018. Däremellan, 2010–2013, var hon chef för UN Women. Mellan 2018 och 2022 var Bachelet FN:s högkommissarie för mänskliga rättigheter.

## Biografi
Michelle Bachelets far var general i flygvapnet och en av de tusentals chilenare som fängslades efter Pinochets militärkupp 1973. Efter månader av daglig tortyr i Santiagos fängelse avled han den 12 mars 1974 av ett hjärtstillestånd. Den 10 januari 1975 greps Bachelet och hennes mor i sin lägenhet av två DINA-agenter, som förde dem med förbundna ögon till Villa Grimaldi, en ökänt, hemligt interneringscenter i Santiago, där de separerades och utsattes för förhör och tortyr. Några dagar senare överfördes de till Cuatro Álamos frihetsberövande center, där de hölls till i slutet av januari. Bachelet tvingades senare fly Chile på grund av sin opposition mot militärregimen. Under fem år levde hon i exil, bland annat i Australien och Östtyskland, där hon tog sin läkarexamen. Hon återvände till Chile 1979.
Bachelet är en frånskild trebarnsmor med två skilmässor bakom sig. Hon talar spanska, engelska, tyska, portugisiska, franska och italienska.
Hon var hälsovårdsminister 2000–2002 och försvarsminister 2002–2006 i Ricardo Lagos regering.
Bachelet vann över högerkandidaten Sebastián Piñera med 53 procent respektive 47 procent i presidentvalet 2006. Trygghet var Bachelets främsta vallöfte; socialt skyddsnät, fullvärdigt arbete, möjlighet för alla barn att gå i skola och en värdig ålderdom för alla chilenare lovade hon. Som Chiles första kvinnliga president lovade Bachelet också att fokusera mer på jämställdhet och kvinnofrågor i Chile, ett land med stora klassklyftor.
Bachelet blev den fjärde presidenten från La Concertación, den koalition av socialister och kristdemokrater som styrt Chile sedan Pinochetdiktaturen föll 1990. Hon installerades som president den 11 mars 2006. Hon innehade ämbetet till den 11 mars 2010, då Sebastián Piñera tog över presidentskapet. I mars 2014 återtog hon presidentskapet. Piñera blev 2018 på nytt president. 
Som verkställande direktör för UN Women 2010–2013 arbetade Bachelet med frågan om våld mot kvinnor i konfliktområden, något som organisationen kräver krafttag av världens ledare emot. Hon menar i samband med detta att kvinnliga offer för krigsbrott har mindre chans att få upp sitt fall i domstol jämfört med manliga offer.

## Utmärkelser
- DAAD Scholarship,  1978[2]
- Storkorset av Isabella den katolskas orden,  2004[3]
- Bernardo O'Higgins-orden,  2006
- Storkors av Hederslegionen,  2006
- Chilenska förtjänstorden,  2006
- Uruguays medalj,  15 mars 2006[4]
- Hedersdoktor vid Brasílias universitet,  april 2006
- Storkedja av Henrik Sjöfararens orden,  2007[5]
- Kedja av Mexikanska Aztekiska Örnorden,  2007
- Bolivars bysts orden,  2007
- Hedersdoktor,  maj 2007
- Storkorset med kedja av Finlands Vita Ros orden,  16 maj 2007[6]
- Storkorsriddare med kedja av Republiken Italiens förtjänstorden,  9 oktober 2007[7]
- Storkors med kedja av Ungerska förtjänstorden,  2008
- Hedersdoktor vid University of Essex,  april 2008
- Storkorset med kedja av Vytautasorden,  23 juli 2008[8]
- Storkorset av Nederländska Lejonorden,  2009
- Storkors av Kristi militärorden,  2009[5]
- Kedja av Isabella den katolskas orden,  2010[9][10]
- San Lorenzos nationalorden,  2010
- Hedersdoktor vid Universitat Pompeu Fabra,  maj 2010
- Hedersdoktor vid nationella universitetet i Córdoba,  juni 2010
- Hedersdoktor,  juni 2010
- Honorary doctorate of the International University Menendez Pelayo,  september 2010
- Hedersdoktor vid Université de Bourgogne,  25 september 2010[11]
- Hedersdoktor,  november 2010
- Hedersdoktor vid Université Sorbonne Nouvelle,  10 november 2010[12][13]
- Hedersdoktor vid Columbia University,  maj 2012
- Hederscompanion av Australienorden,  5 oktober 2012[14]
- Storkors med kedja av Karl III:s orden,  2014[15][16]
- Hedersdoktor vid Katholieke Universiteit Leuven,  10 juni 2015[17]
- Kungliga Serafimerorden,  2016
- 100 Women,  2017[18]
- Storkedja av Portugals frihetsorden,  2017[5]
- Hedersdoktor vid Moskvas statliga institut för internationella relationer[19]

[Redigera Wikidata]